# Aritz Elustondo
Aritz Elustondo Irribarria (ur. 28 marca 1994 w San Sebastián) – hiszpański piłkarz, występujący na pozycji obrońcy w hiszpańskim klubie Real Sociedad, którego jest wychowankiem. Były młodzieżowy reprezentant Hiszpanii.